# تومکازو توکورو
تومکازو توکورو (انگلیسی: Tomokazu Tokoro؛ زادهٔ) کارگردان فیلم، و پویانما اهل ژاپن است.